# São Carlos (São Tomé)
São Carlos é uma aldeia São Tomé e Príncipe, localiza-se ao Norte no distrito da Lobata, ilha de São Tomé, próxima à aldeia de Fernão Dias, da Ponta Cruzeiro.